# Afonso de Albuquerque

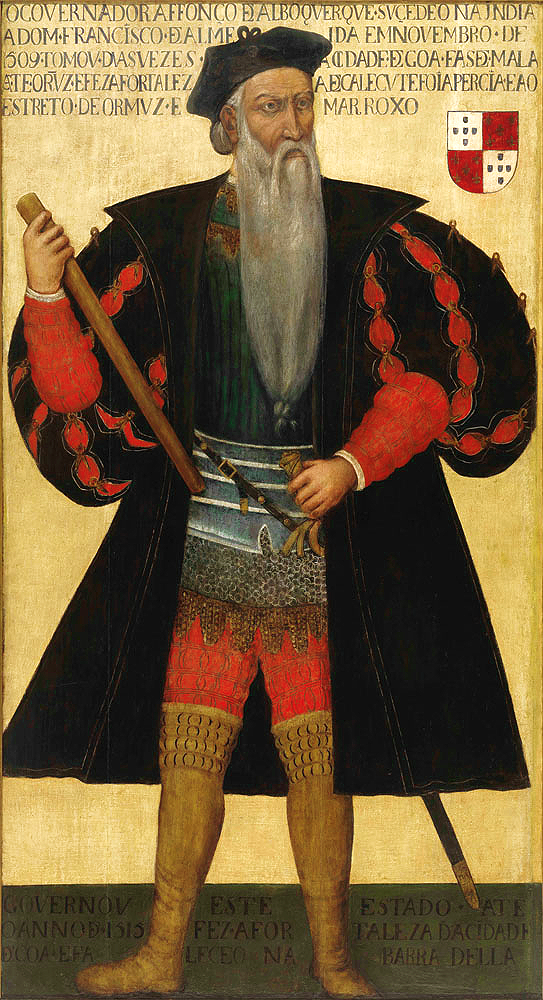
Afonso de Albuquerque. Bild aus dem 16. Jahrhundert

Afonso de Albuquerque, auch Afonso der Große genannt (* 1453 in Alhandra nahe Lissabon; † 16. Dezember 1515 auf Reede vor Goa), war ein portugiesischer Militär, Politiker und Seefahrer sowie zweiter Gouverneur von Portugiesisch-Indien. Mit seiner Tätigkeit schuf er die Basis für die portugiesische Expansion in Asien.
Als Geburtsjahre werden auch 1445, 1450 sowie 1462 angegeben.

## Leben

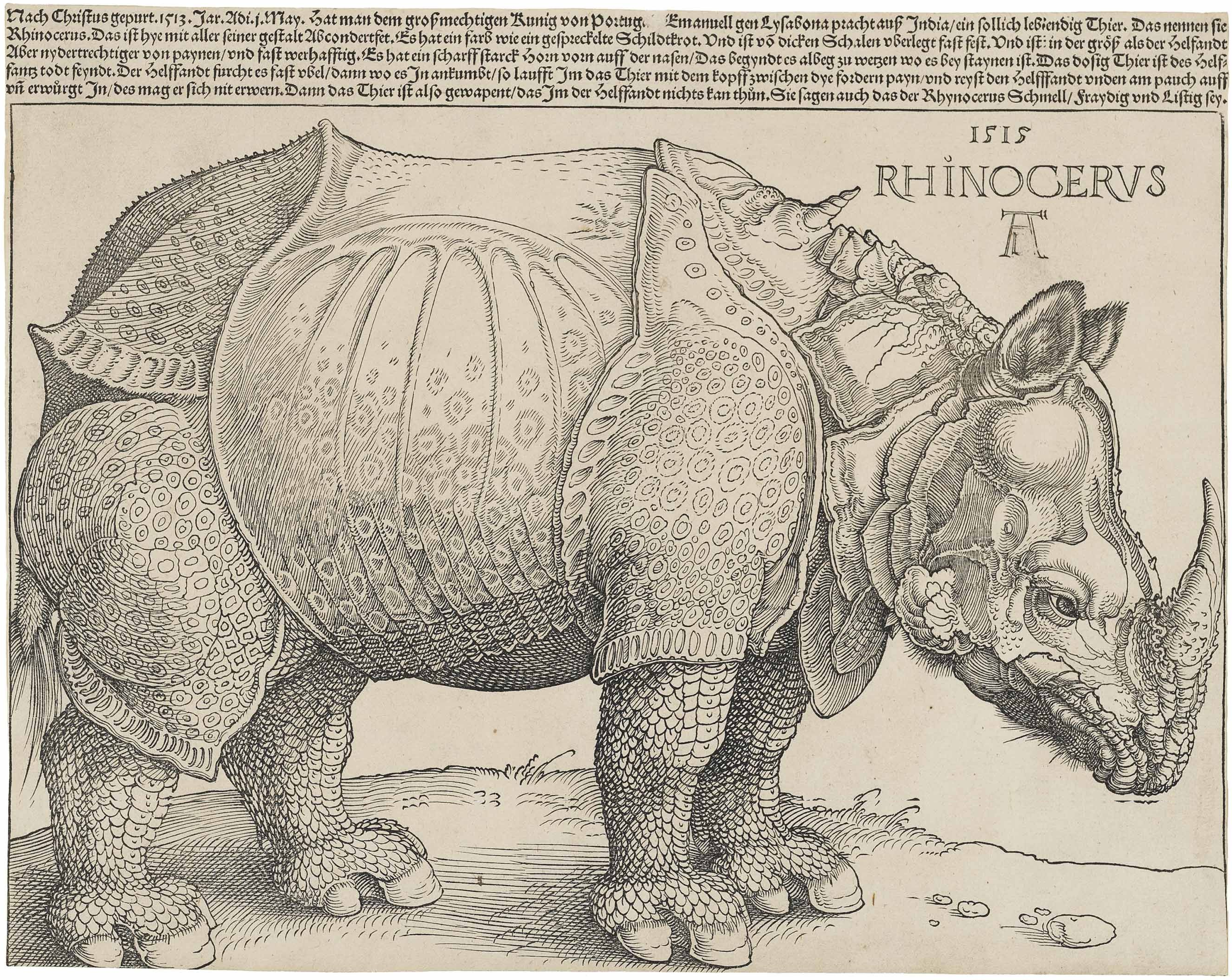
„Rhinocerus“ von Albrecht Dürer aus dem Jahre 1515

### Herkunft und Anfänge
Geboren wurde der dem portugiesischen Hochadel entstammende Albuquerque als zweiter Sohn von Gonçalo de Albuquerque, Herr von Vila Verde dos Francos, und Leonor de Menezes. Sowohl die Familie seines Vaters als auch die seiner Mutter waren mit den portugiesischen und kastilischen Königshäusern verwandt.
Seine Jugend verbrachte er am Hofe König Alfons’ V. von Portugal, an dem er auch erzogen wurde. In seiner Ausbildung interessierte er sich besonders für Mathematik und die lateinischen Klassiker.
1476 beteiligte er sich als Gefolgsmann des späteren Königs Johann II. am Krieg gegen Kastilien. Später nahm er an einem Feldzug gegen die Türken teil, der 1481 mit der Rückeroberung der italienischen Seefestung Otranto durch christliche Truppen einen Höhepunkt fand. Zwischen 1489 und 1495 kämpfte er bei Arzila und Larache in Marokko. Albuquerque sorgte auch für den Nachschub der Menagerie von Manuel I. von Portugal, unter anderem mit dem Elefanten Hanno und einem Rhinozeros aus Indien. Für seine militärischen Verdienste wurde er von Johann II. zum Mitglied seiner persönlichen Leibgarde ernannt sowie mit dem Ehrentitel eines „Obersten Stallmeisters“ des königlichen Hofes ausgezeichnet.

### Seebefehlshaber
1503 unternahm Albuquerque als Befehlshaber von drei Naus der portugiesischen Flotte, von denen eine unter dem Kommando des erfahrenen Nicolao Coelho stand, seine erste Reise nach Indien. Ebenfalls jeweils drei Naus befehligten auf dieser Reise sein Neffe Francisco de Albuquerque sowie António de Saldanha. Die Flotte sollte die portugiesische Präsenz in Indien stärken. So festigten die Portugiesen auf dieser Reise die Position des verbündeten Herrschers von Cochin durch den Bau einer Festung, besiegten in mehreren Gefechten die von den Muslimen unterstützten Truppen des Samorins von Calicut und etablierten erste Handelsbeziehungen mit Quilon an der Südspitze Indiens. Im Juli 1504 kehrte Albuquerque mit reicher Gewürzfracht nach Portugal zurück.
1506 ernannte ihn König Manuel I. von Portugal zum zweiten Gouverneur aller portugiesischen Besitzungen in Asien (siehe auch: Portugiesisch-Indien) – ohne ihm gleichzeitig den Titel Vizekönig zu verleihen. Zum zweiten portugiesischen Vizekönig nach Francisco de Almeida wurde erst 1524 Vasco da Gama bei seiner gleichzeitigen Berufung zum Gouverneur (Governador da Índia) ernannt.
Ebenfalls im Jahre 1506 berief Manuel I. Albuquerque zum Befehlshaber eines Geschwaders von fünf Naus in einer insgesamt 16 Schiffe zählenden Flotte unter Tristão da Cunha. Die Flotte umrundete gemeinsam das Kap der Guten Hoffnung, passierte Madagaskar und segelte die ostafrikanische Küste entlang. Hier trennten sich Albuquerque und da Cunha, der Kurs nach Indien nahm. Afonso de Albuquerque eroberte 1507 mit seinem Geschwader den am Eingang zum Persischen Golf gelegenen, strategisch wichtigen Stützpunkt Hormuz. Bereits im Jahr davor hatte er die Insel Sokotra erobert, die er jedoch wegen zu geringer Kräfte und fehlenden Nachschubs nicht halten konnte. Das Ziel Albuquerques bestand darin, durch eine Kette befestigter Küstenposten die Schifffahrt im Roten Meer und Persischen Golf zu kontrollieren und das Gebiet so gegen die Angriffe der Türken und Araber zu sichern. Trotz erfolgreichen Kaperkrieges und der Plünderung Maskats und anderer reicher Handelsstädte an der Küste der arabischen Halbinsel erhöhten sich die Spannungen und Auseinandersetzungen zwischen Albuquerque und den Kapitänen seiner Flotte, die von João da Nova, einem erfahrenen Indienkapitän und Befehlshaber des Flaggschiffes Albuquerques, Flor de la Mar, geführt wurden. Diese Auseinandersetzungen eskalierten bis zur offenen Revolte, so dass Albuquerque schließlich 1508 nach Indien weitersegeln musste.
Zum Vorwurf wurde ihm gemacht, dass er nicht das Rote Meer bewacht habe, wie sein eigentlicher Auftrag gewesen war. Dies führte dazu, dass eine Flotte aus Ägypten nach Indien gelangen konnte. Diese war mit europäischen Schiffstypen ausgerüstet und überraschte das Geschwader von Lorenzo de Almeida, dem Sohn des Vizekönigs Francisco de Almeida. Dessen Tod und Niederlage erschütterte Portugals bis dahin fragile Macht in Indien schwer und konnte erst mit der Seeschlacht von Diu wiederhergestellt werden.

### Indien

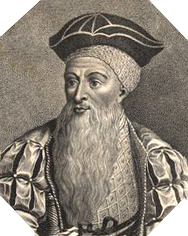
Afonso de Albuquerque

Sein Vorgänger als Gouverneur und amtierender Vizekönig, Francisco de Almeida, missbilligte die Pläne und Aktionen Albuquerques im Persischen Golf und im Roten Meer und weigerte sich, sein Amt abzugeben. Zwischen Dezember 1508 und März 1509 hielt er Albuquerque unter Arrest, aus dem ihn erst die Ankunft einer neuen portugiesischen Flotte von 15 Schiffen unter Fernando Coutinho, dem Marschall des Königreiches, befreite. Coutinho bestätigte sowohl die königliche Ernennung Albuquerques zum Gouverneur von Indien als auch seine Mission im Persischen Golf und im Roten Meer, so dass er nach der Abreise Francisco de Almeidas sein Amt antreten konnte. 
Mit der Vernichtung einer indisch-ägyptisch-arabischen Flotte am 3. Februar 1509 im Hafen von Diu unter der persönlichen Führung Francisco de Almeidas rächte dieser den Tod seines Sohnes, Lourenço de Almeida, im Gefecht bei Dabul ein Jahr zuvor. Mit diesem Sieg legten die Portugiesen die Grundlagen für eine unangefochtene Seeherrschaft im Indischen Ozean, die sie das gesamte 16. Jahrhundert mit Erfolg verteidigen konnten. Die arabischen Handelsstädte entlang der arabischen Halbinsel sowie der ostafrikanischen Küste erholten sich nie von diesem Schlag, der für Jahrhunderte betriebene Indienhandel kam seitens der Araber fast völlig zum Erliegen.
Mit der Machtübernahme als Gouverneur setzte Albuquerque seine Pläne zum Aufbau einer Kette ausgewählter strategischer befestigter Plätze fort, die dem Aufbau und der Sicherung des portugiesischen Estado da Índia sowie der Durchsetzung des Handelsmonopols der Portugiesen in Asien dienten.
Erneute Kämpfe mit Kalikut im Januar 1510 endeten mit einer Niederlage und einer schweren Verwundung des Gouverneurs. Im März 1510 nahm Albuquerque das an der Westküste Indiens liegende, zum Sultanat Bijapur gehörige Goa ein, musste es aber im August 1510 wieder aufgeben. Er segelte am 15. August 1510 nach Angediva, von wo aus er am 7. Oktober 1510 Goa attackierte und die Stadt am 25. November 1510 erneut einnahm. Seit diesem Zeitpunkt war Goa die Hauptstadt von Portugiesisch-Indien bzw. des Estado da Índia. Goa wurde der Sitz der portugiesischen Gouverneure und Vizekönige, von wo nicht nur der Seehandel nach Südostasien und Europa gesteuert wurde, sondern auch die christliche Missionierung ihren Ausgang nahm.

### Eroberung von Malakka
Seine nächste Aktion galt der blühenden Hafenstadt Malakka (heute Melaka in Malaysia), die die Straße von Malakka und damit den Weg zu den Gewürzinseln, den Molukken, kontrollierte. 
Zunächst versuchte Albuquerque den Sultan von Malakka zur Kooperation zu bewegen. Er überreichte ihm in einer Audienz ein Gastgeschenk. Diese Szene ist im Stadhuys-Museum von Malakka auf einem großen Wandgemälde dargestellt. Es zeigt jedoch eine für Muslime schwere Provokation: Albuquerque versucht dem Sultan eine Kette als Geschenk um den Hals zu hängen, mit der linken Hand, die bei Muslimen als unrein gilt. Das Bild zeigt, wie der Sultan vor der Kette in der Linken geschockt zurückweicht. Der Sultan lehnte es dann ab, sich mit diesen ungehobelten Gestalten näher zu befassen. Daraufhin begannen die militärischen Auseinandersetzungen.
Den Schiffskanonen Albuquerques hatte der Sultan nichts entgegenzusetzen. Im Juli 1511 griff Albuquerque mit einer Flotte von 18 Schiffen die Stadt an und eroberte sie am 24. August 1511. Dieser Angriff geschah, nachdem im Jahr 1509 ein portugiesischer Versuch zur Errichtung eines Handelsstützpunktes unter Diogo Lopes de Sequeira durch den Sultan von Malakka unter dem Einfluss gujaratischer Händler gewaltsam zurückgewiesen worden war. Bei diesen Auseinandersetzungen wurden 19 Portugiesen, darunter der spätere oberste Handelsvertreter in Malakka, Rui de Araújo, durch Sultan Mahmud gefangen gesetzt. Zur Sicherung dieses für den Gewürzhandel äußerst wichtigen Außenpostens legte Albuquerque den Grundstein für die spätere steinerne Festung „A Famosa“ (die Wunderbare). 
Am 20. November 1511 geriet er auf der Rückreise nach Goa in schwere Seenot, verlor sein Flaggschiff Flor de la Mar sowie mit ihm alle seine Schätze und die wertvolle Ladung und konnte nur knapp sein Leben retten.

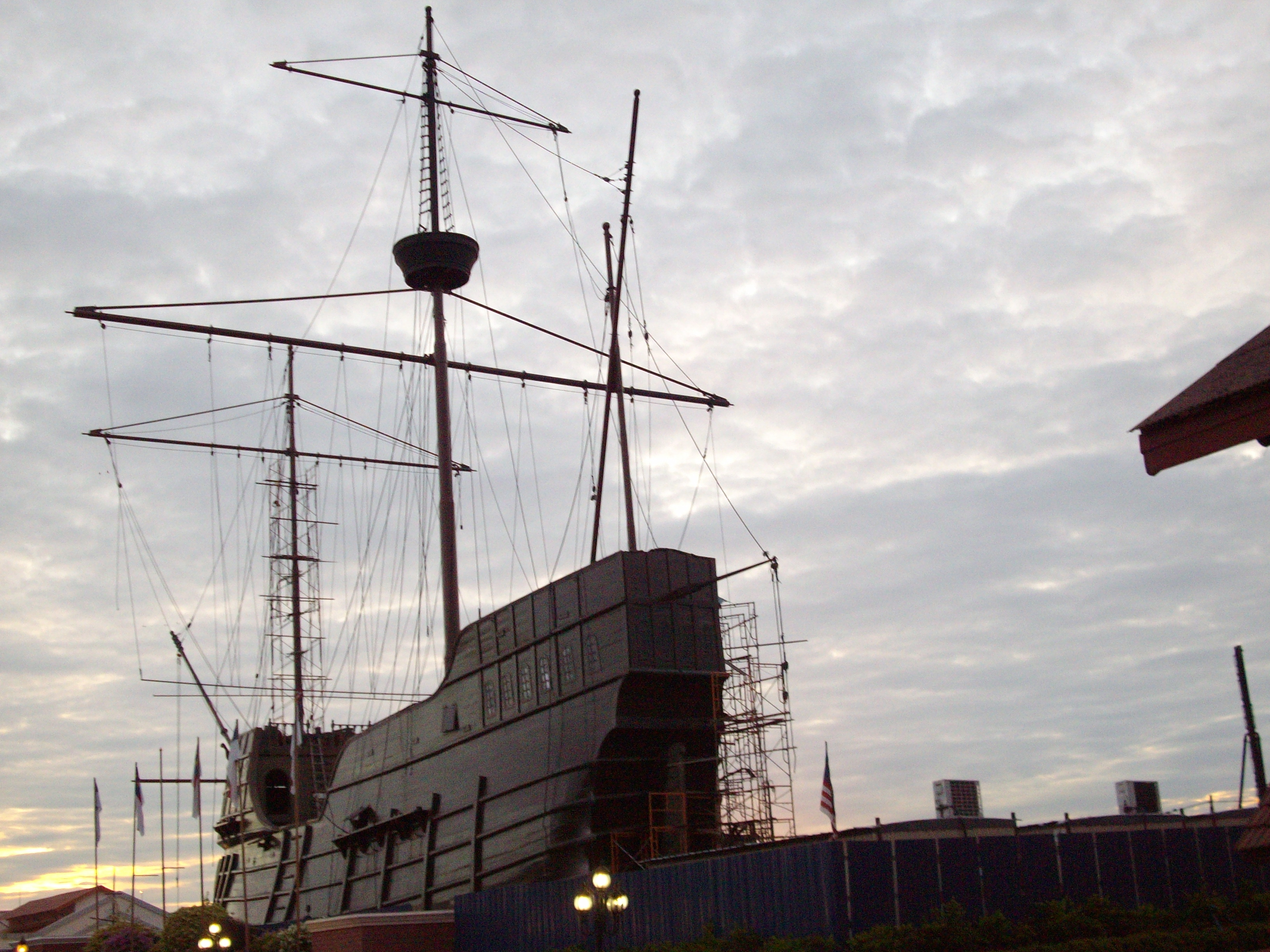
Replika der Flor de la Mar in Malakka 2007

### Aktivitäten in Arabien
Da er durch König Manuel I. beauftragt war, die Sicherheit der portugiesischen Schifffahrt gegenüber Angriffen von Türken und Arabern zu garantieren, unternahm er 1513 als erster Europäer überhaupt mit seiner Flotte eine gewaltsame Aufklärungsfahrt durch die Meerenge von Bab el Mandeb (Tor der Tränen) ins Rote Meer. Wie bereits 1507 führte er erneut einen erfolgreichen Kaperkrieg gegen arabische und türkische Schiffe, scheiterte aber im März 1513 bei der Belagerung von Aden. 
1515 gelang es ihm, die am Eingang des Persischen Golfes gelegene Insel Ormuz (heute: Hormus in Iran) erneut zu besetzen. Zu einer starken Festung ausgebaut, war Hormus bis zum Verlust an die Briten 1622 einer der Hauptstützpunkte der Portugiesen in Asien. Da es einen großen Teil des Seehandels zwischen dem osmanischen Reich und Indien kontrollierte, war es zugleich einer der reichsten Handelsumschlagplätze der Welt.

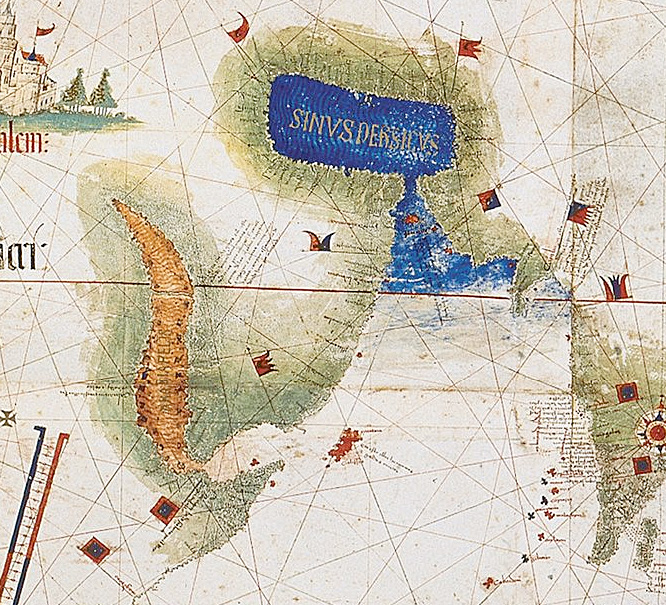
Detail der Cantino-Planisphäre – der Persische Golf, die Insel Sokotra rot eingefärbt, das Rote Meer

Albuquerque regierte das Kolonialreich mit strenger militärischer Disziplin, erwarb sich aber auch den Respekt seiner portugiesischen wie indischen Untertanen. Zur Durchsetzung des portugiesischen Handels verfügte er beispielsweise, dass alle nicht portugiesischen Schiffe im Indischen Ozean portugiesische Passierscheine benötigten, wenn sie ein bestimmtes Seegebiet erreichen wollten. Für das Rote Meer wurden jedoch keine Passierscheine erteilt. Aber er beließ es nicht bei dieser Verfügung, sondern er setzte sie auch durch. Durch eine geschickte Bündnispolitik mit einheimischen Herrschern, diplomatische und administrative Anstrengungen, die Unterstützung des Schiffbaus und des einheimischen Gewerbes in Indien sowie eine gezielte Förderung von Eheschließungen zwischen den Angehörigen der portugiesischen und der einheimischen Bevölkerung gelang es Albuquerque, mit äußerst geringen materiellen Mitteln sowie nur wenigen menschlichen Ressourcen (er verfügte nie über ein größeres Truppenkontingent als maximal 4.000 Mann) die Grundlagen für das portugiesische Kolonialreich in Asien zu legen und seinen Fortbestand zu sichern. Nach dem Vorbild des Senats von Lissabon schuf er für Goa einen aus Portugiesen bestehenden Senat. Justiz und Verwaltung überließ er loyalen indischen Beamten. Die Sitten und Gebräuche erkannte er dabei weitgehend an, soweit sie nicht die Religion betrafen: Den Brauch der Witwenverbrennung beim Tode des Mannes unterdrückte er kompromisslos.

### Intrigen und Tod
Trotz dieser Erfolge und seiner wertvollen Dienste wurde Albuquerque schließlich Opfer einer Intrige am portugiesischen Königshof. Seine Gegner bezichtigten ihn, sich mit dem Estado da Índia unabhängig machen zu wollen. 1515 ernannte König Manuel I., der ihm mittlerweile das Vertrauen entzogen hatte, einen von Albuquerques Feinden, Lopo Soares de Albergaria, zu seinem direkten Nachfolger als Gouverneur. 
Wenige Tage nachdem er von seiner Absetzung erfahren hatte, starb er auf dem Weg von Hormuz zurück nach Goa auf Reede vor seiner Hauptstadt. Ursprünglich in Goa beigesetzt, wurden 1566 seine sterblichen Überreste unter großen Ehren nach Lissabon überführt.
1557 verfasste Albuquerques Sohn, Brás de Albuquerque, mit seinen Comentários de Afonso de Albuquerque eine Biographie seines Vaters, die auch dessen Briefe an den portugiesischen König sowie andere Aufzeichnungen enthielt.

## Denkmal
Seine Statue ist im Padrão dos Descobrimentos in Lissabon zu sehen.    Ein weiteres Denkmal befindet sich unweit hiervon auf dem nach ihm benannten Platz Praça Afonso de Albuquerque vor dem Palácio Nacional de Belém, dem Sitz des Staatspräsidenten.